# The Australian
The Australian este un ziar de format mare publicat în Australia de luni până sâmbătă, în fiecare săptămână, începând cu 14 iulie 1964. Redactor-șef este Paul Whittaker, iar redactori sunt John Lehmann și Paul Kelly. 
Disponibil la nivel național (în fiecare stat și teritoriu), The Australian este cel mai vândut ziar național din țară, cu un tiraj de 116.655 de exemplare în timpul săptămânii și 254.891 de exemplare la sfârșit de săptămână, cifre substanțial sub cele ale celor mai bine vândute ziare locale din Sydney (The Daily Telegraph), Melbourne (The Herald Sun) și Brisbane (The Courier-Mail). Principalii săi rivali sunt ziarul de afaceri Australian Financial Review și la sfârșit de săptămână The Saturday Paper. În mai 2010, ziarul a lansat prima aplicație pentru iPad a unui ziar australian. The Australian este deținut de News Corp Australia. 

## Proprietar
The Australian este publicat de News Corp Australia, o companie deținută de News Corp, care deține, de asemenea, singurul cotidiene din Brisbane, Adelaide, Hobart și Darwin și cele mai populare cotidiene metropolitane din Sydney și Melbourne. Fondatorul și președintele News Corp este Rupert Murdoch.
The Australian integrează conținut din ziarele de peste ocean deținute de compania News Corp, inclusiv The Wall Street Journal și The Times din Londra.

## Istoric
Prima ediție a ziarului The Australian a fost publicat de Rupert Murdoch pe 15 iulie 1964, devenind cel de-al treilea ziar național diîn Australia după Daily Commercial News (1891) și Australian Financial Review (1951). Spre deosebire de celelalte ziare ale lui Murdoch, el nu a devenit însă un tabloid. De la începuturile sale The Australian s-a luptat pentru viabilitatea financiară și a avut pierderi timp de mai multe decenii.
Primul editor al The Australian a fost Maxwell Newton, care a părăsit ziarul după un an și a fost succedat de Walter Kommer și apoi de Adrian Deamer. În alegerile federale din 1975, campanie dusă de proprietar împotriva guvernului Whitlam i-a determinat pe jurnaliștii publicației să intre în grevă.
Redactorul-șef Chris Mitchell a fost numit în 2002 și s-a retras pe 11 decembrie 2015; el a fost înlocuit de Paul Whittaker fostul redactor-șef al The Daily Telegraph.